# Братковское
Братковское — село в Кореновском районе Краснодарского края.
Административный центр Братковского сельского поселения.
В селе родился Герой Советского Союза Павел Тарасенко.

## География
Село расположено в 20 км к северо-западу от города Кореновска (24 км по дороге) на реке Очеретоватая Балка (приток Бейсужка Левого).
Уличная сеть
- пер. Нижний,
- ул. Нижняя,
- ул. Северная,
- ул. Спортивная,
- ул. Степная,
- ул. Центральная,
- ул. Школьная,
- ул. Южная.

## Население
| 2002 | 2010  |
| ---- | ----- |
| 1344 | ↗1371 |

## Инфраструктура
Экономика
- Открытое акционерное общество «Молочно Откормочный Комплекс „Братковский“»